# Bawangan
Bawangan is een bestuurslaag in het regentschap Jombang van de provincie Oost-Java, Indonesië. Bawangan telt 2310 inwoners (volkstelling 2010).